# Харьковский Демокрит

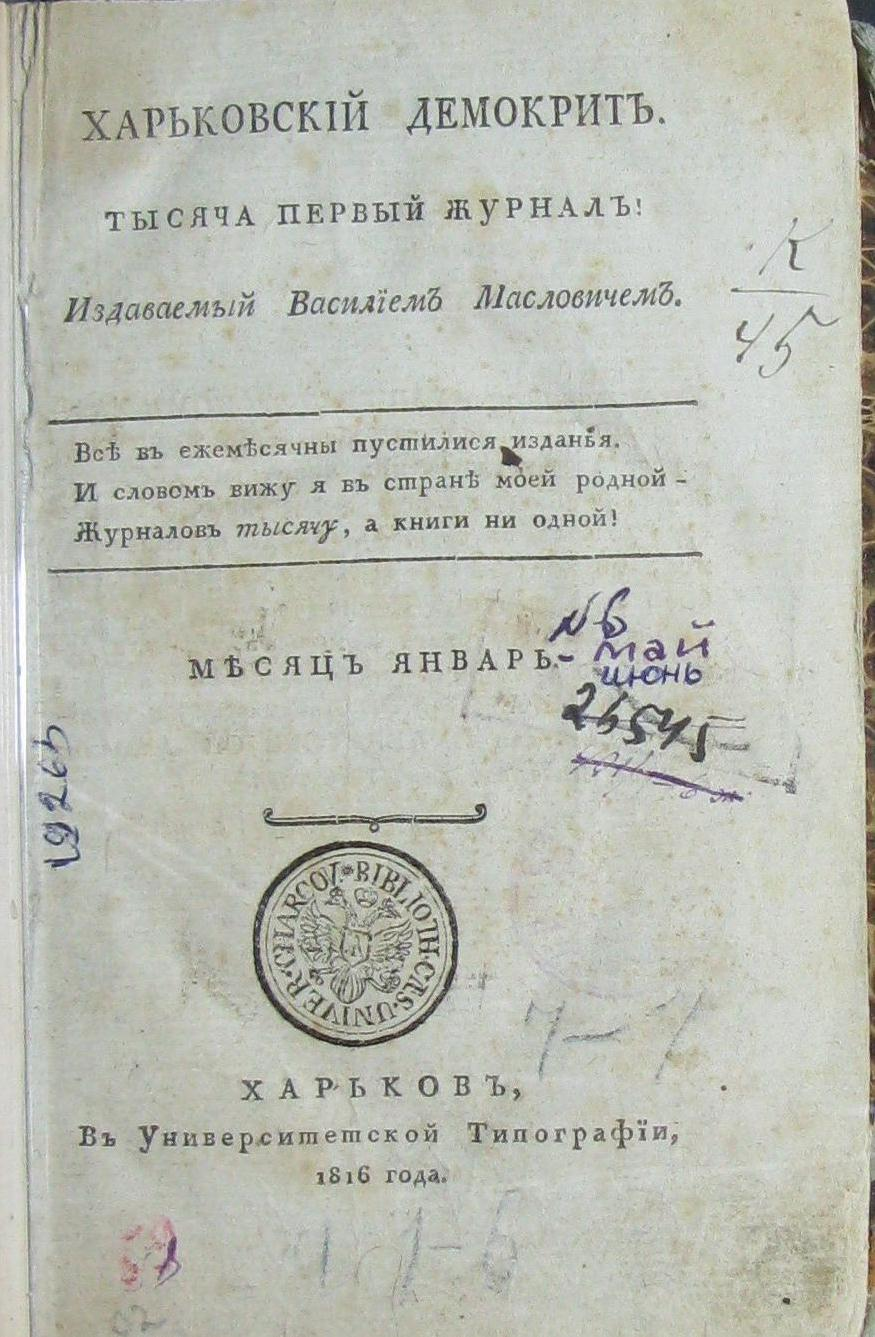

«Харьковский Демокрит» (Харьковскій Демокритъ) — журнал сатирико-юмористического направления, выходивший в Харькове в январе—июне 1816 года.

## Первый юмористический журнал
«Харьковский Демокрит», чьё название в некотором роде было заимствовано у тогдашнего петербургского журнала «Демокрит» был первым и на тот момент, единственным чисто сатирическим изданием в тогдашней Российской империи. Его издателем был харьковский поэт и баснописец Василий Маслович, которому удалось привлечь к работе над журналом авторов, позже известных не только в Харькове, но и в Петербурге — Григория Квитку, Акима Нахимова, Ореста Сомова, Ивана Срезневского. Также с журналом сотрудничали такие заметные фигуры в тогдашней интеллектуальной жизни Слободской Украины как Разумник Гонорский и Александр Палицын.
Общая направленность журнала была подчёркнуто юмористической, включала в себя шутливые стихи, литературные пародии (в том числе на таких мэтров тогдашней литературы как Ломоносов и Сумароков), сатирические заметки, эпиграммы и т. д. Некоторые произведения на местные темы, в частности, принадлежавшие перу Василия Масловича, изобиловали украинизмами или были написаны на разговорном украинском языке — это был первый опыт использования украинской речи в периодической печати. Кроме того, ряд печатавшихся в журнале произведений были посвящены животрепещущим темам того времени — недавней войне 1812 года и заграничным походам русской армии, завуалированной критике крепостничества в преддверии ожидавшихся реформ.
Журнал печатался в типографии Харьковского университета. На первой странице каждого номера, или, как предпочитали писать издатели, «связки» журнала было напечатано трёхстишие Масловича:
Все в ежемесячны пустилися издания

И словом вижу я в стране моей родной

Журналов тысячу, а книги — ни одной.
С этим шуточным трехстишием перекликались строки «тысяча первый журнал», напечатанные мелким шрифтом под заголовком «Харьковский Демокрит». Материалы группировались по трём разделам — поэзия, проза и «смесь». Последний номер «Харьковского Демокрита» уведомлял читателей о прекращении выхода журнала тремя словами — «Кончина „Харьковского Демокрита“», помещёнными на последней странице.

## Влияние
Традиция «Харьковского Демокрита» была отчасти продолжена в журнале «Украинский Вестник», который выходил в Харькове в 1816—1819 гг., где сотрудничали и некоторые из авторов «Харьковского Демокрита».